# Carl Adolf Georg Lauterbach
Carl Adolf Georg Lauterbach  (21 april 1864 in Breslau, Neder-Silezië – aldaar, 1 september 1937) was een Duitse ontdekkingsreiziger, geograaf en botanicus.

## Biografie
Hij studeerde natuur- en landbouwwetenschappen aan de universiteiten van Breslau en Heidelberg en promoveerde in 1888 aan de laatst genoemde universiteit. In de volgende twaalf jaar nam hij deel aan drie verkennende expedities (in 1889, 1896 en 1899–1900) naar Keizer Wilhelmsland (onderdeel van Duits Nieuw-Guinea). Tijdens de twee latere expedities verkende hij het Bismarckgebergte, gelegen in het centrale hoogland van Nieuw-Guinea. Tijdens de derde missie (1899-1900) werd hij directeur van de Duitse Nieuw-Guinea Compagnie. Sommige plantkundige specimens die hij verzamelde, werden door andere botanici beschreven en of nader onderzocht. 
Op zijn landgoed in Stabelwitz, buiten Breslau onderhield hij een indrukwekkende plantenkwekerij en arboretum.  De plantengeslachten Lauterbachia (familie Monimiaceae) en Lauterbachiella (familie Parmulariaceae). Het geslacht Gertrudia (familie Flacourtiaceae) is genoemd naar de echtgenote van Lauterbach, Gertrud Fuchs-Henel. Zij was een bekende botanische illustrator.  Als eerbetoon vernoemde Anton Reichenow Lauterbachs prieelvogel (Chlamydera lauterbachi) naar hem. 

## Publicaties
- Eine Expedition zur Erforschung des Hinterlandes des Astrolabe Bai (Nachr. Kais. Wilh. Land 7, 1891, p. 31-62).
- Die geographischen Ergebnisse der Kaiser Wilhelmsland Expedition (Zeitschr. Ges. Erdk. Berl. 33, 1898, p. 141-177 + 2 maps)
- Die Flora der deutschen Schutzgebiete in der Südsee (met Karl Moritz Schumann), 1901
- Nachträge zur Flora der deutschen Schutzgebiete in der Südsee : mit Ausschluss Samoa's und der Karolinen (with Karl Moritz Schumann), 1905
- Beiträge zur flora von Papuasien, 1912

- Author citation (botany): Lauterb.
- Gemeinsame Normdatei: 117645265
- International Standard Name Identifier: 0000 0000 1367 8903
- Système universitaire de documentation: 155898663
- Museum of New Zealand Te Papa Tongarewa: 51933
- Virtual International Authority File: 30318974
- WorldCat: E39PBJvXdPVkqX84TKBhdhJJjC